# Vladimír Bartoš (lékař)
Prof. MUDr. Vladimír Bartoš, DrSc., (20. května 1929 Pardubice – 9. února 2013, Pardubice) byl český lékař specializující se v oboru vnitřního lékařství s diabetologickou profilací, zaměřoval se především na výzkum a léčbu nemocí slinivky břišní.

## Profesní životopis
Působil v Centru diabetologie Institutu klinické a experimentální medicíny v Praze. Od poloviny 70. let vedl v tomto zařízení program na realizaci transplantace pankreatu v Československu, k níž poprvé došlo v roce 1983. Přednášel na Lékařské fakultě Univerzity Karlovy v Hradci Králové.
Dne 28. října 2009 jej prezident republiky vyznamenal Medailí Za zásluhy o stát v oblasti vědy.

## Výbor z díla
- 2006 – Diety při onemocnění cukrovkou : recepty, rady lékaře, spoluautorka Tamara Starnovská
- 2000, 2003 – Praktická diabetologie, spoluautorka Terezie Pelikánová et al.
- 1999 – Diabetes mellitus : minimum pro praxi, spoluautorka Terezie Pelikánová
- 1987 – Diabetes mellitus a transplantace pankreatu
- 1963 – Diagnostika chronické recidivující pankreatitidy